# تقی ضرابی
تقی ضرابی (زادهٔ ۱۳۱۷) آهنگساز، رهبر ارکستر، مدرس دانشگاه و از اعضاء هیئت مدیرهٔ خانهٔ موسیقی است. وی همچنین رئیس کانون آهنگ سازان و رهبران کر خانه موسیقی است.

## زندگی‌نامه
تقی ضرابی در سال ۱۳۱۷ در خانواده‌ای مذهبی در تهران متولد شد. با تشویق برادر بزرگترش در ۱۵ سالگی به هنرستان موسیقی راه یافت. پس از ورود به هنرستان موسیقی با رتبه شاگرد ممتاز موفق به اخذ دیپلم موسیقی شد. وی پس از ۴ سال به عنوان نوازنده فاگوت اول، همکاری خود را با ارکسترسمفونیک تهران به رهبری حشمت سنجری آغاز کرد. او در آزمون ورودی هنرستان عالی موسیقی نیز رتبه اول را کسب کرد و به رشتهٔ آهنگسازی و رهبری راه یافت و از آموزش‌های هنرمندانی همچون: یوسف یوسف‌زاده، مصطفی کسروی، هوشنگ استوار، حسن رادمرد، حشمت سنجری و حسین ناصحی همچنین «کادتس» از کشور آلمان بهره برد. در سال ۱۳۴۳ به منظور پروژه رهبری ارکستر، اورتور اپرای نیروی سرنوشت اثر جوزپه وردی را با ارکستر سمفونیک تهران در تالار فرهنگ اجرا کرد و در این دوره نیز با رتبه اول فارغ‌التحصیل هنرستان عالی موسیقی شد. او پس از پایان تحصیلات هنرستان، به دانشگاه افسری وارد و به گارد جاویدان ملحق شد.
وی در سال ۱۳۵۷ جهت ادامه تحصیل و گذراندن دوره‌های تکمیلی رهبری ارکستر به دانشکده موسیقی رویال مارین در انگلستان رفته و پس از دریافت مدرک Bandmaster و اجرای چند کنسرت در انگلستان، به آکادمی سلطنتی موسیقی راه یافت و در آنجا موفق به اخذ مدرک رهبر (موسیقی) گردید. او رهبری ارکستر سمفونیک جوانان تهران را عهده‌دار بوده‌است.
تقی ضرابی در سال ۱۳۸۲ موفق به دریافت مدرک درجه یک هنری (دکترا) از وزارت فرهنگ و ارشاد اسلامی شد.
در تاریخ ۲ آذر ۱۳۹۷ در مراسم چهارمین «سال نوای موسیقی ایران» از «تقی ضرابی» تقدیر به عمل آمد و تندیس «سال نوا» و لوح تقدیر به او اهداء شد.

## آثار هنری
از جمله آثار تقی ضرابی در زمینه آهنگسازی به موارد زیر می‌توان اشاره نمود:
- اورتور «زمستان ۱۳۵۷» در چهارگاه برای ارکستر سمفونیک
- اورتور «حکایت وصل» در همایون و چهارگاه برای ارکستر سمفونیک
- قطعه «صلح» برای ارکستر سمفونیک
- مارش برای ارکستر سمفونیک و ارکستر نظامی
- فوگ برای ویولن، ویولا و ویولنسل
- قطعه «حجله گاه آسمانی»

همچنین کتاب «سازشناسی ارکستر سمفونیک برای تمام رشته‌های موسیقی» (نوازندگی ساز ایرانی، نوازندگی جهانی و مبانی آهنگسازی و رهبری ارکستر سمفونیک) با همکاری «اتابک الیاسی» به سفارش مرکز آموزش و توسعه فعالیت‌های هنری وزارت فرهنگ و ارشاد اسلامی از آثار نوشتاری اوست.

## تدریس
او از سال ۱۳۵۹ مشغول تدریس در مراکز فرهنگی متعدد است. به عنوان نمونه می‌توان به موارد زیر اشاره کرد:
تدریس سازشناسی، رهبری ارکستر موسیقی کلاسیک و نوازندگی باسون در هنرستان موسیقی پسران و دختران، تدریس ارکستراسیون، هارمونی، ساز تخصصی باسون و رهبری ارکستر در دانشگاه علمی کاربردی، دانشکده موسیقی دانشگاه هنر و دانشگاه سوره.
ضمناً وی در حال حاضر مدیر گروه موسیقی نظامی و معاونت آموزشی و پژوهشی دانشکده موسیقی دانشگاه هنر نیز می‌باشد.

## خانهٔ موسیقی
تقی ضرابی عضو خانه موسیقی و مدیر کانون آهنگ سازان و رهبران کر خانه موسیقی است.
وی در دو دوره به عنوان عضو هیئت مدیره انتخاب شد و در حال حاضر نیز از اعضای هیئت مدیره خانه موسیقی است.